# Franciszek Antoni Socha Chomętowski
Franciszek Antoni Socha Chomętowski herbu Bończa – sędzia stężycki w latach 1686-1690, łowczy czerski do 1686 roku.
Poseł na  sejm elekcyjny 1669 roku, sejm 1673 roku, sejm elekcyjny 1674 roku z województwa sandomierskiego
Był elektorem Michała Korybuta Wiśniowieckiego z województwa sandomierskiego w 1669 roku.